# Breteuil, Eure

Breteuil este o comună în departamentul Eure, Franța. În 1 ianuarie 2018 avea o populație de 3.108 de locuitori.